# Saint-Vincent (Alta Loira)
Saint-Vincent è un comune francese di 989 abitanti situato nel dipartimento dell'Alta Loira della regione dell'Alvernia-Rodano-Alpi.

## Società

### Evoluzione demografica
Abitanti censiti